# Franchise
Franchising er et system til markedsføring af varer og/eller serviceydelser og/eller teknologi, som er baseret på et tæt og vedvarende samarbejde mellem virksomheder, som er indbyrdes juridisk og økonomisk adskilte og uafhængige: Franchisegiveren og dennes individuelle franchisetagere, hvorved franchisegiveren overdrager til sine franchisetagere retten og forpligtelsen til at drive virksomhed i henhold til franchisegiverens koncept.
Denne ret berettiger og forpligter den enkelte franchisetager til mod et direkte eller indirekte vederlag at anvende franchisegiverens forretningsnavn og/eller varemærke og/eller servicemærke, knowhow, forretningsmetoder, teknologi, processer, opskrifter og andre immaterielle rettigheder, altsammen understøttet af en forpligtelse for franchisegiveren til at yde vedvarende forretningsmæssig og teknisk bistand, inden for rammerne og kontraktsperioden i henhold til en skriftlig franchiseaftale, der med dette formål er indgået mellem parterne.
Ved franchising forstås, at en eksportvirksomhed (franchisegiver) sælger et bestemt koncept til en franchisetager.
Eksempler på virksomheder, der drives efter franchiseprincippet er McDonald's, Rema 1000 og 7-Eleven.